# Carmen Maura
Carmen Maura (ur. 15 września 1945 w Madrycie) – hiszpańska aktorka filmowa, znana ze stałej współpracy z reżyserem Pedro Almodóvarem.

## Filmografia
- Pepi, Luci, Bom i inne dziewczyny z dzielnicy (1980)
- Pośród ciemności (1983)
- Czym sobie na to wszystko zasłużyłam? (1984)
- Matador (1986)
- Prawo pożądania (1987)
- Kobiety na skraju załamania nerwowego (1988)
- Zmowa milczenia (2003)
- Volver (2006)
- Tetro (2009)